# My Future
«My Future» (с англ. — «Моё будущее») — песня американской певицы Билли Айлиш, вышедшая 30 июля 2020 года на лейблах Darkroom и Interscope Records, как первый сингл с второго студийного альбома Happier Than Ever. Айлиш и её брат Финнеас О’Коннелл написали её в соавторстве, в то время как последний занимался продюсированием. Эта песня знаменует собой первый оригинальный релиз певицы с сингла 2020 года «No Time To Die», заглавного трека одноименного фильма.

## Предыстория
20 января 2020 года певица подтвердила, что записывает новый альбом, и сообщила о планах выпустить документальный фильм в какой-то момент в 2020 году. 24 июля 2020 года Айлиш опубликовала в своих социальных сетях фотографию, на которой она стоит на балконе с видом на горизонт Лос-Анджелеса на заднем плане, одетая в чёрную маску и серый спортивный костюм. В посте есть подпись «„my future“ out thursday» (с англ. — ««my future» выходит в четверг»).

## Композиция
Критики описывали «My Future» как быструю по темпу R&B и эмбиент-балладу с влиянием соула и джаза. В песне использованы электропианино, гитары и ударные. Крейг Дженкинс из Vulture описал ее мелодию как напоминающую блюзовые песни в стиле соул и музыку из старых диснеевских фильмов.
Лирическая песня «My Future» - это ода самолюбию и личной силе.  Коко Ромак из MTV написала, что это «ответный удар на представление о том, что человек должен быть утвержден внешней привязанностью». Крис Уиллман из Variety заявил, что песня о том, как «оставить позади самовлюбленного любимого человека, чтобы сосредоточиться на достижении собственных целей». Песня начинается почти полностью а капелла, когда Айлиш поет об уходе от отношений, чтобы поставить себя на первое место: «I've changed my plans/Cause I/I'm in love/With my future». «Я влюблена в свое будущее/Не могу дождаться встречи с ним/Я влюблена, но не в кого-то другого/Просто хочу узнать себя», - поет Айлиш, используя вокал в джазовом стиле, после чего появляется „фанковая“ басовая линия.

## Отзывы
| Оценки критиков     | Оценки критиков |
| Источник            | Оценка          |
| ------------------- | --------------- |
| The Daily Telegraph | [ 21 ]          |
| NME                 | [ 22 ]          |

После выхода «My Future» получил одобрительные отзывы музыкальных критиков. Уильям Хьюз из The A.V. Club назвал песню «сонной» и «сомнамбулической». Гэри Дингес из USA Today высоко оценил лирическое содержание, которое он назвал «сырой лирикой» и «звездным вокалом». Саманта Хиссонг и Бриттани Спанос, написавшие для Rolling Stone, назвали «My Future» «самой бодрящей песней Эйлиш на сегодняшний день». Ромак оценил песню как «мечтательную». Сотрудники Teen Vogue отметили, что песня «демонстрирует постоянный рост взглядов Билли на мир», а сотрудники DIY назвали ее «чем-то вроде сдержанного феминистского гимна». Дженкинс назвал трек «напоминанием о том, что даже если настоящее выглядит пугающе, на другой стороне есть лучшие времена». Джейсон Липшутц из Billboard назвал песню «личной» и добавил, что она «расцветает солнечным лучом, а голос Эйлиш расцветает в тепле».

## Коммерческий успех
«My Future» дебютировал на шестом месте в основном американском хит-параде Billboard Hot 100 в дату от 15 августа 2020 года, став третьим хитом Айлиш в десятке лучших в США. Трек также занял первое место в рок-чарте Billboard Hot Rock & Alternative Songs, став в нём первым чарттоппером Айлиш. «My Future» получил определённый успех в Европе. В британском чарте синглов UK Singles Chart песня достигла 7-го места, став пятым хитом Айлиш в лучшей десятке в Великобритании.

## Концертные выступления
Айлиш дебютировала с этой песней 19 августа 2020 года в третью ночь на Национальном съезде Демократической партии США, где высказалась в поддержку Джо Байдена.

## Чарты
| Чарт (2020)                                  | Высшая позиция |
| -------------------------------------------- | -------------- |
| Австралия (ARIA)                             | 3              |
| Бельгия/Фландрия (Ultratop 50)               | 26             |
| Бельгия/Валлония (Ultratip Bubbling Under)   | 20             |
| Канада (Billboard Canadian Hot 100)          | 9              |
| Канада (Billboard CHR/Top 40)                | 46             |
| Чехия (Singles Digitál Top 100)              | 19             |
| Финляндия (Suomen virallinen lista)          | 19             |
| Франция (SNEP)                               | 94             |
| Германия (GfK)                               | 47             |
| Ирландия (IRMA)                              | 8              |
| Италия (FIMI)                                | 60             |
| Нидерланды (Dutch Tipparade)                 | 16             |
| Нидерланды (Single Top 100)                  | 30             |
| Новая Зеландия (Recorded Music NZ)           | 4              |
| Норвегия (VG-lista)                          | 12             |
| Шотландия (OCC Scotland)                     | 14             |
| Швейцария (Schweizer Hitparade)              | 16             |
| Великобритания (OCC UK Singles)              | 7              |
| США (Billboard Hot 100)                      | 6              |
| США (Billboard Hot Rock & Alternative Songs) | 1              |
| США (Billboard Pop Airplay)                  | 30             |
| США (Rolling Stone Top 100)                  | 3              |

## История релиза
| Страна | Дата         | Формат                        | Лейбл               | Источники |
| ------ | ------------ | ----------------------------- | ------------------- | --------- |
| Разные | 30 июля 2020 | Цифровая дистрибуция стриминг | Darkroom Interscope | [ 1 ]     |